# جولي فافر
جولي فافر (بالفرنسية: Julie Favre)‏ هي مديرة مدرسة وفيلسوفة فرنسية، ولدت في 15 نوفمبر 1833 في ويسيمبورغ في فرنسا، وتوفيت في 31 يناير 1896 في سيفر في فرنسا.

## وصلات خارجية
- جولي فافر على موقع ميوزك برينز (الإنجليزية)